# Habia
Habia là một chi chim trong họ Cardinalidae.

## Hình ảnh

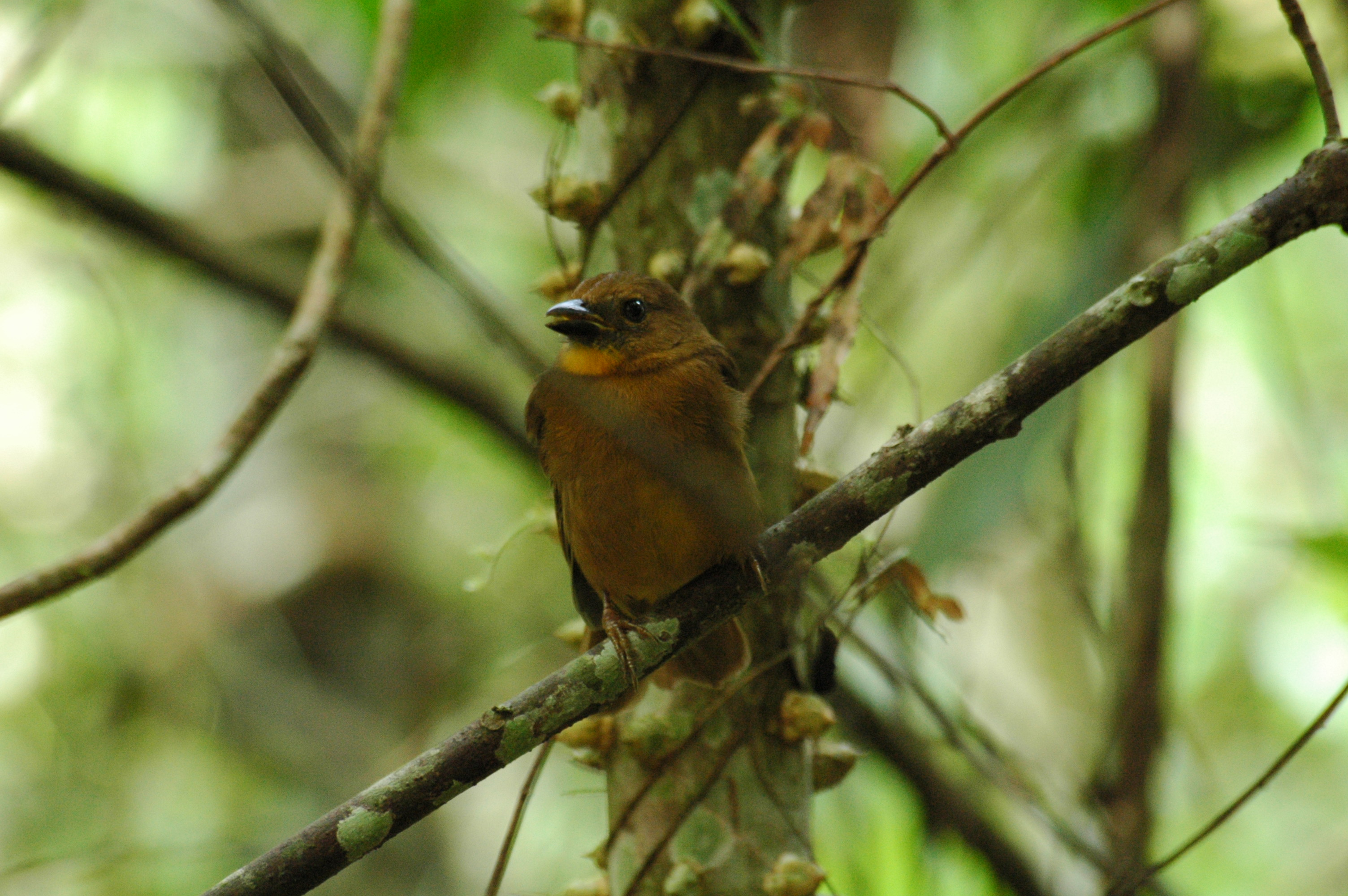
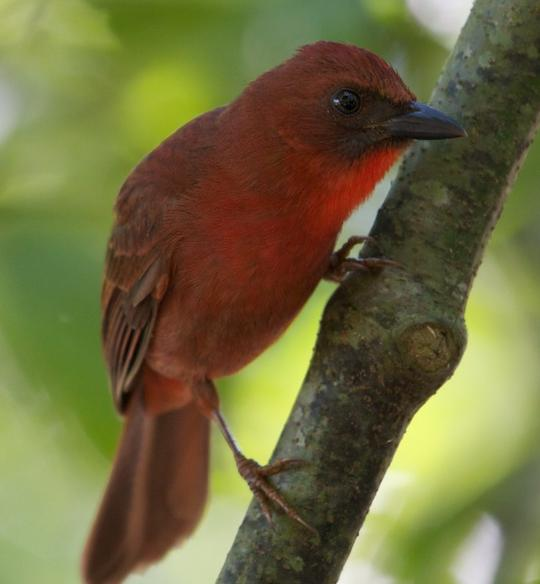
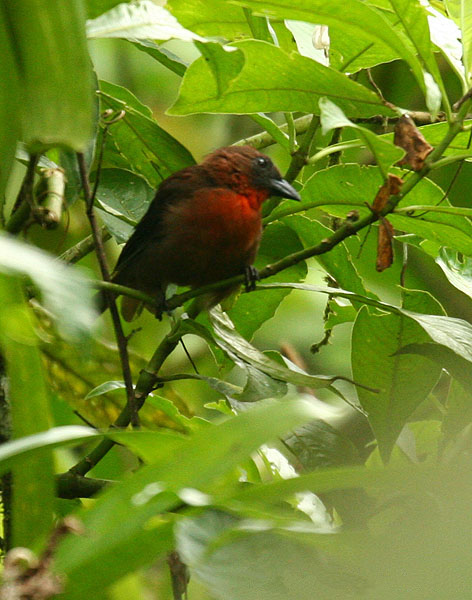
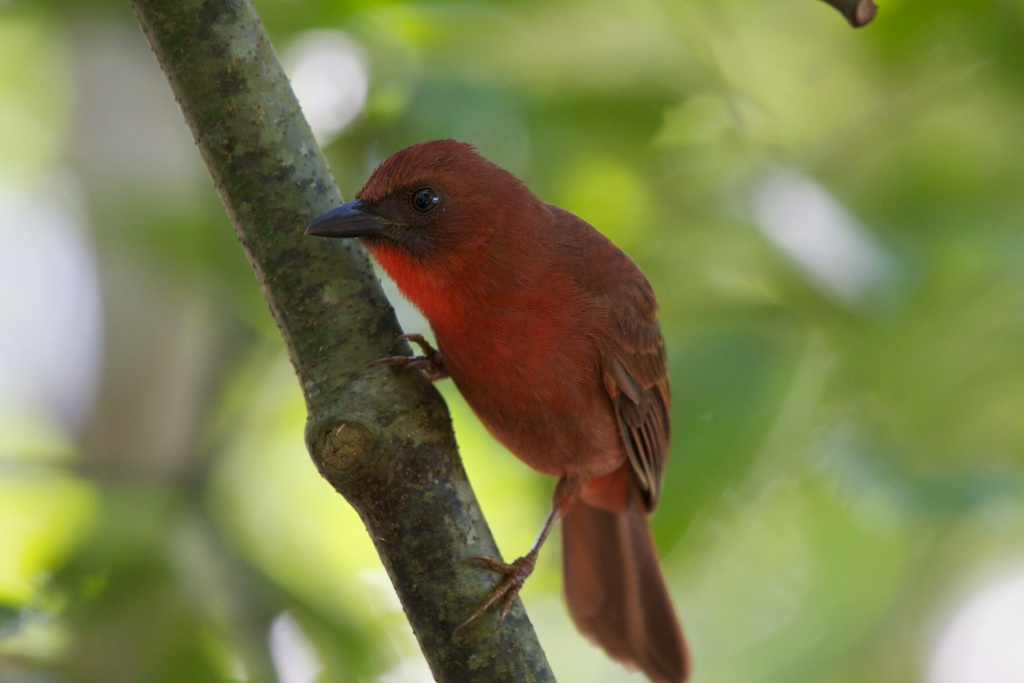
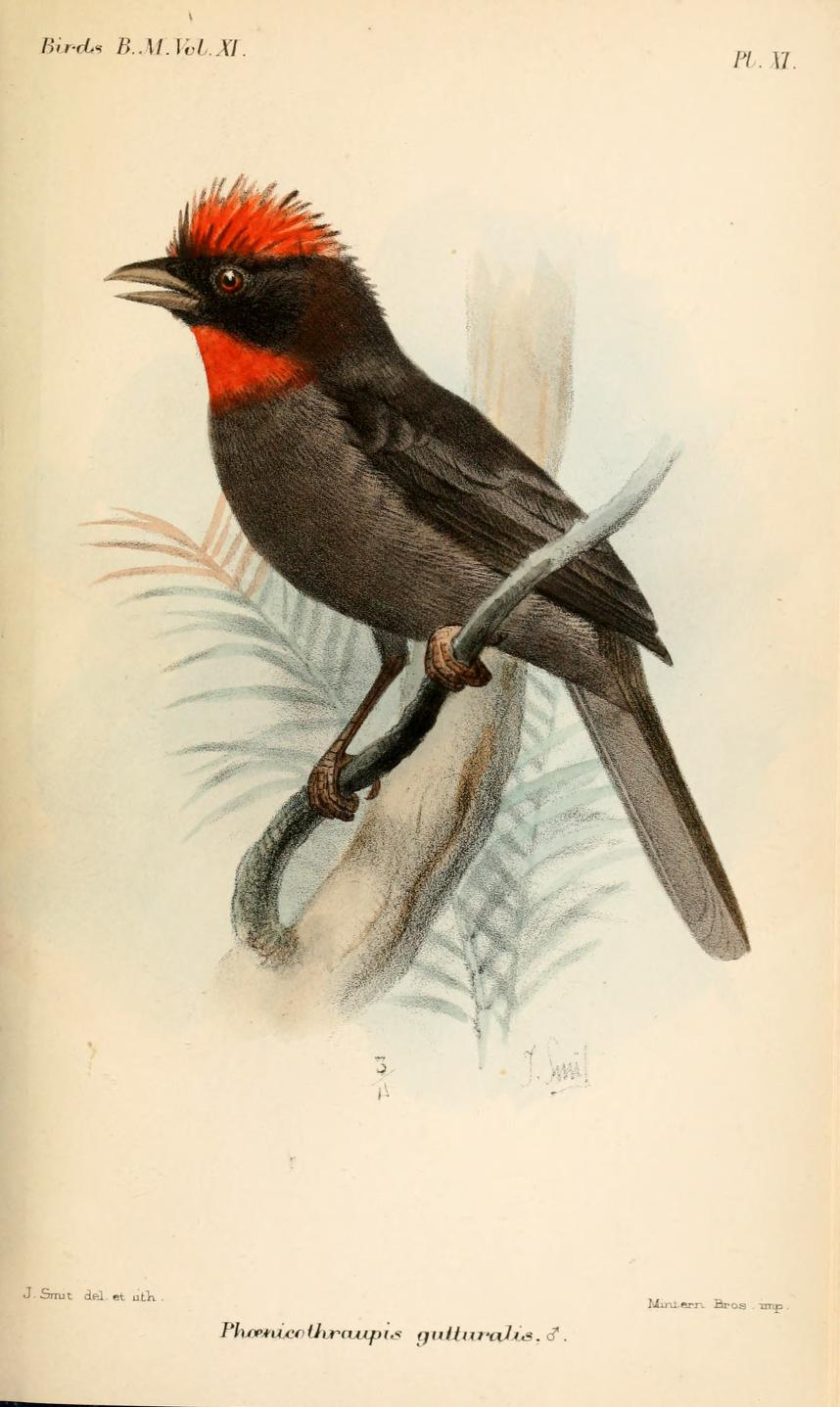